# 李運
李运（8世纪—838年9月6日），唐朝皇子，是唐代宗李豫第十五子。他的生母不详。
生年不详，从异母兄李迥生年推断，当在750年之后。大历十年（775年），李运被父亲唐代宗封为嘉王，没有领节度使。唐德宗贞元二年（786年），以开府仪同三司遥领横海军节度使、沧景等州观察处置等使，勋封如故。按两唐书本传，唐德宗贞元十七年（801年）八月初九己亥，嘉王李运去世。但唐敬宗宝历元年（824年）南郊时，李运亚献，得赐物一百匹，且《旧唐书·杨志诚传》载其于唐文宗太和五年（831年）遥领卢龙军节度使，文宗于开成二年（837年）十月下诏授李运等金紫光禄大夫、检校司空、赐勋上柱国并给料钱，《新唐书·文宗纪》《资治通鉴》均作其卒于开成三年（838年）八月，故其卒年当以开成年间为是。有子新安郡王、太仆卿李訢。

## 延伸阅读
[在维基数据编辑]
 《舊唐書·卷116》，出自刘昫《舊唐書》